# やさしく愛して
『やさしく愛して』（やさしくあいして、Love Me Tender）は、1956年のアメリカ合衆国の映画。ロバート・D・ウェッブ監督により白黒、シネマスコープで制作され、20世紀フォックスによって公開された。ミュージカルの要素が入った西部劇であり、リチャード・イーガン、デブラ・パジェットに加え、この作品が銀幕デビューとなるエルヴィス・プレスリーが出演。プレスリーの楽曲「ラヴ・ミー・テンダー」から原題が名付けられた。
プレスリーにとってはデビュー作ということもあって、出演者のリストのトップに名が載らなかった唯一の映画作品となった。
英語原題の『Love Me Tender』は、当初案では『The Reno Brothers』となるはずだったが、先行して発売されたプレスリーの「ラヴ・ミー・テンダー」の売上が、シングルとしては初めて百万枚を超え、それに合わせる形でタイトルの変更が行われた。この作品は、プレスリーが映画で実在の歴史上の人物を演じた唯一の機会となった。

## あらすじ
クリント・リノ (Clint Reno) は、リノ四兄弟の末弟で、兄たちヴァンス (Vance)、ブレット(Brett)、レイ (Ray) が南北戦争に南軍として従軍していた間にも家に残り、母親と農場を守っていた。一家は、長兄のヴァンスが戦死したものと知らされていたが、それは誤報だった。4年間の戦争の後、兄弟たちは帰郷し、ヴァンスの許婚者だったキャシー (Cathy) がクリントと結婚していたことを知る。ヴァンスは、広い心ですべてを受け入れ、「僕らはいつもキャシーが家族であってほしいと思っていた」と言うが、一家はこの件で葛藤する。この解決されない情熱は、脇筋としてこの映画を支えており、兄弟たちの帰郷後も、キャシーは若いクリントを裏切ることはないが、ヴァンスをまだ愛している。ヴァンスは誇り高く振る舞おうとするが、クリントは嫉妬心に駆られ、兄をキャシーの恋敵だと思い込むようになる。
映画の冒頭では、本筋が提示される。南軍騎兵隊で戦った兄弟3人は、北軍の給料12,000ドルを運んでいた列車を襲撃した。彼らは、その前日に戦争が終わっていたことを知らなかった。南軍は、獲得した資金を戦利品として扱うこととしたが、このことがリノ兄弟たちの帰郷後に、彼らに関わってくることになる。この襲撃に加わった南軍兵士たちは、合衆国政府から強盗として追究を受けることとなり、ヴァンスは、戦友たちの意向に反してこの資金を返還しようと試み、様々な衝突を起こす。映画の最後にはクリントとヴァンスが撃ち合うという悲劇的な結末を迎えるが、皮肉なことに最後の銃撃戦でクリントは落命してしまう。結局、資金は返還され、リノ兄弟たちは赦免され、別の3人の元南軍兵士たちがクリントの死に責任があるものとして逮捕される。リノ兄弟の末弟は、一家の農場の一角に埋葬された。

## キャスト
- ヴァンス ・リノ - リチャード・イーガン
- キャシー・リノ - デブラ・パジェット
- クリント・リノ - エルヴィス・プレスリー（吹替：高山栄）
- ミスター・シリンゴ - ロバート・ミドルトン
- ブレット・リノ - ウィリアム・キャンベル（英語版）
- レイ・リノ - ジェームズ・ドルーリー（英語版）
- マイク・ギャヴィン - ネヴィル・ブランド
- マーサ・リノ - ミルドレッド・ダノック（英語版）
- エド・ギャルト - ラス・コンウェイ（英語版）
- ミスター・ケルソ - ケン・クラーク（英語版）
- パーディー・フレミング - L・Q・ジョーンズ ※クレジットなし
- 南軍兵士 - ディック・サージェント（英語版） ※クレジットなし
- ミスター・デイヴィス - バリー・コー（英語版）